# 解決!まるっと復元
解決！まるっと復元はジャストシステム社が発売していたMicrosoft Windows用データ復元ソフトである。消失してしまったパソコン内のデータやUSBメモリなどの外部メディアのデータ、ドライブやパーティションの復元を高速に行えるデータ復元ソフト。

## 歴史
- 平成23年6月　最初のバージョンが発売される。[1]

## 機能
- ファイル復元機能
- パーティション復元機能
- ドライブ復元機能
- ブート対応型USB メモリ作成機能

## 製品
発売当初からパッケージ型製品として発売されており、CD-ROM版とダウンロード版が存在する。